# Jota Pegasi
Jota Pegasi (ι Pegasi, förkortat Jota Peg, ι Peg) som är stjärnans Bayerbeteckning, är en dubbelstjärna belägen i den nordvästra delen av stjärnbilden Pegasus. Den har en skenbar magnitud på 3,84 och är synlig för blotta ögat där ljusföroreningar ej förekommer. Baserat på parallaxmätning inom Hipparcosuppdraget på ca 85,3 mas, beräknas den befinna sig på ett avstånd på ca 38 ljusår (ca 12 parsek) från solen.

## Egenskaper
Primarstjärnan Jota Pegasi A är en gul till vit stjärna i huvudserien av spektralklass F5 V. Den har en massa som är omkring 30 procent större än solens massa, en radie som är ca 1,5 gånger större än solens och utsänder från dess fotosfär ca 4 gånger mera energi än solen vid en effektiv temperatur på ca 6 600 K.
Jota Pegasi är en spektroskopisk dubbelstjärna. Primärstjärnan och följeslagaren Jota Pegasi B kretsar kring varandra med en omloppsperiod på ca 10 dygn. Om ungefär fyra miljarder år från nu kommer huvudstjärnan att ha utvecklats bort från huvudserien till en jättestjärna. I processen kommer den att överskrida sin Rochegräns och börja överföra massa till följeslagaren. Detta kan få denna att erhålla tillräckligt med massa för att kunna bli den primära komponenten i stjärnparet. Efter att båda stjärnorna har gått igenom jättestjärnstadiet kommer slutresultatet att bli ett par samkretsande vita dvärgar om cirka åtta miljarder år.